# イグニス (KOF)
イグニス (Igniz) は、SNKプレイモアの対戦型格闘ゲーム『ザ・キング・オブ・ファイターズ』に登場する架空の人物。
担当声優は若本規夫。『KOF ALLSTAR』では木村雅史。

## キャラクター設定
『ザ・キング・オブ・ファイターズ2001』（以下『2001』と表記）のボスキャラクターで、ネスツ編の黒幕。秘密組織「ネスツ」の創始者・ネスツの実子である最高幹部だが、父を殺して組織を乗っ取っているため、イグニス自身が真の支配者となっている。イグニスとの対戦前デモでは、傍らにいる父親（今まで組織の首領に見せかけていた虚像）の頭を掴んで消滅させる場面がある。
一部の者には恐怖で、一部の者には忠誠で仕えられるという相反する点がある。勝利ポーズで登場する女性は、同じくネスツ最高幹部の一人・ミスティー。ミスティーは腹に一物を持ってネスツに参加しているが、彼女の正体は不明であり、飛賊の長である龍（ロン）とは協力関係にある。
横分けにした長い金髪と、長身で細身の体をしていて、さらに56歳という高齢である。しかし外見は美形の青年である。
衛星軌道上にある直径2000m、高さ3000mという巨大な要塞衛星「エイダス」を本拠地としており、『2001』の優勝者を大気圏突破機能を持ったスカイシップで「エイダス」に招き、自己紹介を行う。ネスツの改造人間として作り出したK'たちの記憶を封印した上に遺伝子を操作して肉体を改造した。彼らが『KOF』で優勝して最強の戦士となったその時に彼らの記憶を返すことにより、自分と全力で戦えるように仕向けた。
『KOF』を開催したのは、優勝者たちと戦い勝利することで、「最強の人類を打ち倒した最強の存在」という肩書を手に入れ、世界を統べる神として地上に君臨するためであった。なお、ネスツによる改造兵士の製造も、その目的はイグニスが自らの最強性を証明する（言わば踏み台となる）ために相応しい「最強の戦士」を創り出すことにすり替わっていた。そのため、ネスツの改造兵士であるK'、ウィップ、クーラ・ダイアモンド、K9999、クリザリッドたちを「モルモット」と呼ぶ。
K'、マキシマ、ウィップ、そしてネスツチームの4人との対戦前と対戦後には特定の演出が用意されている。ミスティーが現れるのは、彼らとの対戦でイグニスが勝利したときのみである。
プレイヤーに敗れたあとは「人間が神を望まないのならば、私は全てを無に帰す破壊の悪魔になる」として、居城である宇宙基地（小説版によれば動力源は核エンジン）を地球に落として滅ぼそうとする。しかし、K'たちによって失敗に終わり、イグニスは自らの要塞もろとも海中に墜落した。これによって、ネスツは完全に壊滅したことになった。
『ザ・キング・オブ・ファイターズ2002 UNLIMITED MATCH』（以下『2002UM』と表記）にもボスキャラクターの1人として登場し、5ステージでのCPUキャラクター3人目をMAX2でKOすると次のネスツボスステージで姿を現す。

## ゲーム上の特徴
オリジナルゼロと同じく、「音巣対流拳（ネスツリュウケン）」という格闘スタイルで闘うが、技の内容はゼロとは大きく異なる。ゼロの戦い方はスカートカッターを駆使したものであるが、イグニスはそれを強化したもの。腰から腰布の裾にかけて4本のワイヤー状の武器「イーリスランス」を組み込んで自在に動くマントのように扱い、両手と両肩のアーマー内に4本の多節鞭状の「ガーリアン・ソード」を仕込んでいる。これらの武器は「ネスツが作り出した疑似生命体」とされている。ただし、両肩のガーリアン・ソードはゲーム中では使用していない。
しゃがみモーションが存在しないが、ガード方向は使い分ける必要がある。なお、『2002UM』ではしゃがみモーションが新たに追加された。また、ゼロ同様にパワーゲージが表示されないが、ゲージは無限に使えるわけではなく、ガードキャンセルや超必殺技など、ゲージを消費する行動を取るとしっかりと消費する。
1つ1つの技の性能と攻撃力が、反則的なまでに高い。弱攻撃はゼロと同じく、密着して連打すると簡単に連続ヒットするようになっている。「チェーンブレイド トランスアキシャル スライス」を筆頭に、必殺技のほとんどが相手の体に食らい判定を残すことが可能で、これを利用して必殺技からさらに別の必殺技につなげて、空中コンボや永久コンボを簡単に決め続けることができる。「チェーンブレイド トランスアキシャル スライス」や「ディバインアロー：エア」を適当に出し続けるだけでも相手の接近を阻むことが可能。
『2001』の家庭用ではオリジナルゼロとともに一定条件で使用可能（DC版では対戦モード・プラクティスモード・サバイバルモードのみで、PlayStation 2版（パーティーモード以外）やNEOGEO オンラインコレクション版ではどのモードでイグニスを選択した場合は必ず一人で戦う〈同時にストライカーはなし〉）。『2002UM』の家庭用でも一定条件で使用可能。
オリジナルゼロと同じくストライカー動作があったが、没データにより使用されなかった。

## 技の解説
ラルフ同様に、イグニスは特殊技を持たない。

### 通常投げ
ブルー・ノア
相手を掴んで、片手で斜め上から勢い良く地面に叩き付ける。ダウン回避不可。
レッド・ノア
掴んだ相手をイーリスランスの補助を受けて後方へ投げ飛ばす。ダウン回避は可能。

### 必殺技
チェーンブレイド トランスアキシャル スライス
手首のガーリアンソードを展開し、鞭のように前方へ大きく振るう。ヒット効果は弱はのけぞりで、強は垂直に吹き飛んでダウンする。
強攻撃から連続でつながる。ガードされても間合いが大きく離れるために、相手からの反撃は受けにくい。また、強は相手を浮かせるうえに1発入れば半永久的につなげることが可能。なお、強の攻撃判定が出た瞬間に「ディバインアロー:グランド」でキャンセルすると、立ちガードで防いでいた相手に対してはガード不能連係となる。
『2002UM』では発生が遅くなり、技後の硬直時間が伸びたものの相変わらず永久につなげることが可能で、間に後述の「ネガ ジェネシス」を当てればさらに安定する。
チェーンブレイド サジタルエッジ スライス
手首から展開したガーリアンソードを振り回しながら上昇する。ヒット効果はダウン。
技の出掛かりに無敵時間があり、対空迎撃に使用できる。着地後に隙が生じるが、イグニスの着地の際にガーリアンソードが広範囲を振るうため、イグニスが着地したと思ってうかつに接近した相手には攻撃が当たる。
「トランスアキシャル スライス」と同様相手の体に喰らい判定は残すが、硬直時間はイグニスの全ての技の中で最も長い。着地した瞬間に「ディバインアロー：エア」や「イーディアンブレイド」を出して、吹き飛んだ相手に追撃することも可能。
ネガ・ジェネシス
イーリスランスを振り上げて叩きつける。初段の振り上げ攻撃は、相手の飛び道具を「ディバインアロー：エア」で出る光弾に変えて高速ではね返し、相手のガードを強制的に崩し、ヒット時はワイヤーダメージによって追撃ができる。振り下ろし攻撃はダウン回避不可の叩き付けダウンとなる。
この技を接近して当てれば2ヒットしてダウンを奪い、初段を当てて別の必殺技でキャンセルすれば空中連続技に移行できる。また、接近戦における反撃技としても有効。
CPUイグニスは、この技の初段をガードさせてこちらのガードを崩した直後に「ブルータル ゴッド プロジェクト」でキャンセルすることがある。
『2002UM』では技名がヴォイド ジェノサイドと入れ替わっている。
ヴォイド ジェノサイド
イーリスランスから円形の障壁を発生させる当て身属性の技。有効時間は短いが、あらゆる打撃技に有効。決まると相手を画面端に吹き飛ばし、ワイヤーダメージとなって追撃が可能。
なお、CPUイグニスは、この技を決めると「ブルータル ゴッド プロジェクト」につなげることがある。
『2002UM』では技名がネガ・ジェネシスと入れ替わっている。
ディバインアロー：エア
掌から、白色に輝く球状の光弾を前方へ飛ばす。この光弾は、「覇王翔吼拳」を初めとする超必殺技の飛び道具でさえ一方的に貫通しつつ飛んでいく。また、弾道位置は高いが、飛んでいく速度が早いため、飛ぼうとした相手を撃ち落とすことも多い。
大門五郎、マキシマ、チャン・コーハンなどを除いて、一部のキャラクターはしゃがめば回避できる。また、四条雛子の場合、しゃがんでいれば回避できるが、しゃがみガードを入力するとガードしてしまう。
八神庵の「闇払い」やキングの「ベノムストライク」など一部の技は相殺せずに通り抜けていく。ラルフは「ラルフタックル」を出すことで、光弾をすり抜けつつイグニスに攻撃できる。
ディバインアロー：グランド
イーリスランスから2ヒットする衝撃波を放つ。「エア」と異なり、飛んでいかないが、下段判定で技のリーチも長く、中距離の相手の足元を不意に襲うことができる。また、攻撃中は相手の攻撃とイグニスの攻撃とが、お互いにすり抜けることがある（この技にマキシマの「ベイパーキャノン」をぶつけると、双方の攻撃が空振りする）。

### 超必殺技
イーディアンブレイド
腕を振るい、光の柱を放つ。光の柱は前進し、複数ヒットするが、進む速度が早いため、全段ヒットしないことも多い。全段ヒットすると相手は錐揉み回転しながら吹き飛びダウンし、食らい判定も消滅する。出際に無敵時間があり、対空迎撃や連続技にも使用可能な技である。なお、『2001』では攻撃判定が消滅する前に硬直が解けるため、この技が1度入れば、ゲージが続く限り連続で決め続けることができる。
ケイオス タイド
イーリスランスの先端部分から4つの閃光を放出する。攻撃判定は見た目よりも小さく、さらにイグニス本体の懐ががら空きであるため、接近した状態で出すと空振りに終わる。威力は高いので、連続技の締めに使うことも多い。
ブルータル ゴッド プロジェクト
2ゲージ消費のMAX超必殺技。その場で構えてから両腕を前方へ伸ばしつつ突進し、食らった相手の首を掴んで画面端まで運ぶ。そして、「チェーンブレイド」による攻撃に、マントによる連続攻撃に、さらに「ケイオス タイド」を決めて相手を動けなくさせ、とどめに腕に気を込めて光り輝く巨大な光球を叩き込む。相手は錐揉み回転しながら吹き飛びダウンする。その威力は、相手の体力の半分以上を奪うほど。
ディスインテグレイショナル ユニバース
『2002UM』におけるMAX2。相手の足元に魔方陣を出現させ、それが当たると球状の黒い空間で包み込む。そこに光球を送り込んで銀河のイメージを投影し、そのイメージごと空間を爆発させる。地上の相手に対しては動作・位置に関係なくヒットする非常に強力な技。加えてコマンドが非常に簡単。

## 関連人物
- K' - 元ネスツ所属、因縁。
- マキシマ - 元ネスツ所属、因縁。
- ウィップ - 元ネスツ所属、因縁。
- クーラ・ダイアモンド - ネスツ所属だが、後に離反される。
- K9999 - ネスツ所属。
- アンヘル - ネスツ所属。
- ダイアナ - ネスツ所属だが、後に離反される。
- フォクシー - ネスツ所属だが、後に離反される。
- クリザリッド - ネスツ所属で、K'のクローン。
- ゼロ（クローン） - ネスツ所属だが、反逆して「ゼロ・キャノン」を利用する。
- ゼロ（オリジナル） - ネスツ所属。